# 勒卡尔多努瓦
勒卡尔多努瓦（法語：Le Cardonnois，法語發音：[lə kaʁdɔnwa]）是法国上法蘭西大區索姆省的一个市镇，属于蒙迪迪耶区。

## 地理
勒卡尔多努瓦（49°37'39"N, 2°28'48"E）面积2.37 平方千米，位于法国上法蘭西大區索姆省，该省份为法国北部沿海省份，北起加来海峡省和北部省，西接滨海塞纳省和大西洋英吉利海峡，南至瓦兹省，东临埃纳省。
与勒卡尔多努瓦接壤的市镇（或旧市镇、城区）包括：布鲁瓦、韦勒-佩雷讷、方丹苏蒙迪迪耶、梅尼勒圣乔治。

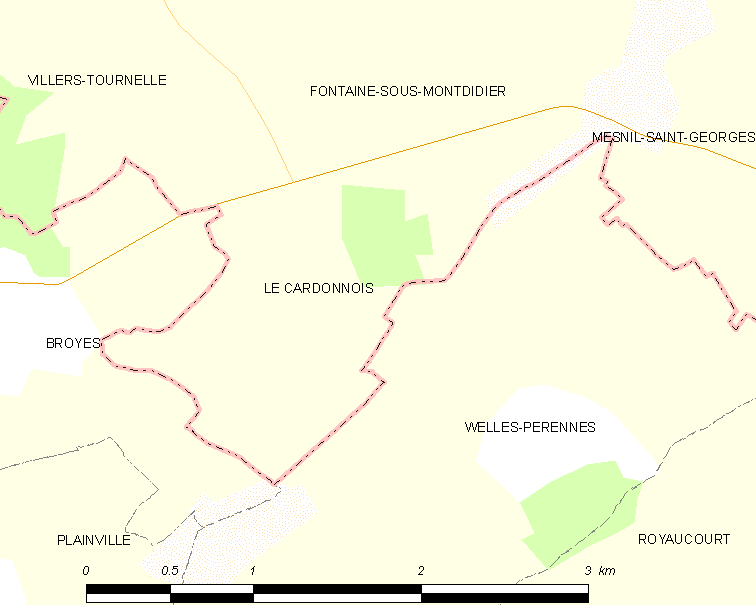
勒卡尔多努瓦的OSM定位图

勒卡尔多努瓦的时区为UTC+01:00、UTC+02:00（夏令时）。

## 行政
勒卡尔多努瓦的邮政编码为80500，INSEE市镇编码为80174。

## 政治
勒卡尔多努瓦所属的省级选区为鲁瓦县。

## 人口

1962-2008年间勒卡尔多努瓦人口变化图示

勒卡尔多努瓦于2022年1月1日时的人口数量为71人。